# Трифонова, Ирина Вячеславовна
Ирина Вячеславовна Трифонова (29 августа 1987) — российская футболистка, полузащитница.

## Биография
В высшей лиге России выступала за клубы ЦСК ВВС (Самара), «Лада» (Тольятти), «Надежда» (Ногинск). В составе «Лады» в 2005 году стала серебряным призёром чемпионата страны, в составе «Надежды» в 2007 году — бронзовым призёром.
В 2009 году снова играла за самарский клуб, проводивший сезон в первом дивизионе.